# گریت فالز (مونتانا)
گریت فالز (به انگلیسی: Great Falls) شهری در ایالت مونتانا کشور ایالات متحده آمریکا است که جمعیت آن در سرشماری سال ۲۰۱۰ میلادی، ۵۸٬۵۰۵ نفر بوده‌است.